# Баранинцы
Барани́нцы (укр. Баранинці) — село в Ужгородском районе Закарпатской области Украины. Административный центр Баранинской сельской общины.
Население по переписи 2020 года составляло 1870 человек. Почтовый индекс — 89425. Занимает площадь 0,0028 км².

## История
В письменных источниках Баранинцы известны под названием «Baranya». Название села происходит от славянского слова «брама» (ворота). Очевидно, что село располагалось на древнем торговом пути, на котором стояли таможенные ворота.
Согласно налоговым спискам, в 1427 году Баранинцы были обложены от 16 крестьянских хозяйств. Это по тогдашним меркам — среднее по величине село.
В конце XV — начале XVI века количество крепостных хозяйств значительно уменьшилась. В 1599 году, за счёт новоприбывших поселенцев, в селе проживало 10 крестьянских семей.
В XVIII веке источники называют Баранинцы селом с русским (украинским) населением.